# Пул (град)
Вижте пояснителната страница за други значения на Пул.
Пул (на английски: Poole, произнася се /pu:l/) е голям крайбрежен и пристанищен град, разположен в графство Дорсет, на южния английски бряг. Пул се намира на 32 километра (20 мили) източно от Дорчестър граничи в същата посока с Борнмът. Градският район на Пул се превръща в унитарна област през 1997 г., получавайки административна независимост от Съвета на графство Дорсет. Градът има население от 138 хиляди души според преброяването от 2001 г., което го прави вторият по големина в Дорсет.
Наличието на човешко заселване в областта може да се проследи допреди Желязната епоха. Най-ранното използване на името на града е през XII в., когато градът започва да се утвърждава като важно пристанище и да просперира при появата на памучната търговия. С течение на времето Пул си създава значими търговски връзки със Северна Америка, а по време на своя апогей през XVIII в. е и един от най-оживените пристанищни градове в цялата Великобритания. По време на Втората световна война градът се превръща в една от главните отправни точки за Ден-D от британската инвазия в Нормандия.
Пул е туристически курорт, привличайки посетители със своето обширно естествено пристанище, история, Пулския център на изкуствата и плажовете Син флаг. Градът представлява оживено търговско пристанище с чести товарни маршрути и пътнически фериботи през Ла Манша. Въпреки наименованията си в града се намират и Борнмътският университетски колеж на изкуствата, Борнмътският симфоничен оркестър и значителна част от Борнмътският университет.

## История
Името на града произлиза от изопачаване и сливане на келтската дума bol и староанглийската дума pool, означаваща място, намиращо се в близост до малко езерце или поток. През годините името успява да се разпространи и под няколко варианта. Сред тях са Pool, Pole, Poles, Poll, Polle, Polman и Poolman. Районът около сегашния град Пул е населен още от преди 2500 години. През III в. пр. Хр. келтско племе, известно като Дърториджи, се премества от хълмовите си жилища (например замък Мейдън), разположени във вътрешността на острова, към крайбрежията на река Фром и бъдещия град Пул. Римляните акостират в Пул по време на своята инвазия в Британия през I век, завземайки селище от Желязната ера при Хамуърти - западно от съвременния град. През Англосаксонския период Пул е включен в кралство Уесекс. Селището се използва за риболов, а пристанището му - за място, където корабите да пускат котва за почивка на път по река Фром към важния англосаксонски град Уаръм. Пул претърпява две викингски инвазии през този период: през 876 г., когато Гутрум минава с флотата си през пристанището, за да атакува Уаръм и през 1015 г., когато Кнут Велики започва своето завладяване на Англия от Пулското пристанище, което той използва като отправна точка за набези на плячкосване на Уесекс.
След Норманското нашествие в Англия през 1066 г. Пул бързо се развива като оживено пристанище, при което важността на Уаръм намалява драстично. Градът е част от имение Канфърд, но не е вписан в Книгата на Страшния съд. За пръв път писмено градът се споменава в документ през 1196 г., описващ новопостроената черква „Свети Джеймс“ в La Pole. През 1248 г. Пул откупва харта за свободи от лорд Уилям Лонгспе, който се опитва да събере средства за участието си в Седмия кръстоносен поход. Вследствие на тази покупка Пул получава относителна свобода от феодалното управление и се сдобива с правото да назначи кмет и да има градски съвет. Растящата значимост на града е уважена от Хенри VI през 1433 г., когато Пул е възнаграден със статут на пристанищен град, което позволява да се започне износ на памук и да се построи градска стена. През 1568 г. Пул достига до още по-високо ниво на автономия, като получава законна независимост от Дорсет и се превръща в нещо като малко графство според Великата харта на Елизабет I. По време на Гражданската война градът взима страната на пуританите и настоява за свикването на Парламент. Пул успява да избегне значими битки и през 1646 г., когато роялистите са почти напълно победени, парламентарният гарнизон от Пул обсажда и завзема близката роялистка твърдина замък Корф.
Пул завързва успешни търговски взаимоотношения със северноамериканските колонии и по-важните рибарници на Нюфаундленд през XVI в. Търговията с Нюфаундленд расте постепенно в опит да задоволи търсенето на риба на европейските католически страни. Апогеят на тази търговия достига през XVIII и продължава до началото на XIX в. Корабите отплават от Пул, натоварени със сол и провизии. От Нюфаундленд те потеглят с чироз и осолена риба към континентална Европа, пристигайки в крайна сметка в Пул, натоварени с вино, зехтин и сол. Към началото на XVIII в. Пул търгува със Северна Америка повече от всеки друг английски град, което носи значително богатство на пулските търговци. Този успех е причината за появата на изящните и скъпи постройки в Стария град.
Краят на Наполеоновите войни и завършекът на Британско-американската война от 1812 г. преустановяват монопола на Великобритания над Нюфаундлендските рибарници, при което други държави поемат вносът от Северна Америка на по-ниски цени. Търговията на Пул с Нюфаундленд скоростно замира и за около десетилетие почти всички търговци в града преустановяват работата си.
Градът расте скоростно по време на Индустриалната революция, когато урбанизацията се засилва и Пул се превръща едновременно в област на меркантилен прогрес и на бедност (поради пренаселеността). В началото на XIX в. девет от десет работници в Пул се занимават с пристанищни дейности, но впоследствие корабите постепенно стават все по-големи и в крайна сметка плиткото пристанище не успява да ги побере. Поради тази причина други по-дълбоки пристанища като Ливърпул, Саутхамптън и Плимът отнемат водещата роля на Пул. Първата железопътна линия в Пул се появява в Хамуърти през 1847 г. и в крайна сметка достига до центъра на Пул през 1872 г. Плажовете и ландшафтът на Дорсет и югозападен Хамшър започват да привличат туристи през XIX в., при което градчетата на изток от Пул започват да растат и да се сливат, докато накрая не се появява Борнмът. Макар че не се превръща в крайморски курорт, както много от своите съседи, Пул продължава да се развива, защото бързата експанзия на Борнмът изисква все повече продукти, произведени главно в Пул.
По време на Втората световна война Пул е третата по големина отправна точка за D-ден от десанта в Нормандия, а след това служи като база за провизии за Съюзниците в Европа. Пул също е и база за флотилията от 60 кораба на Бреговата охрана на Съединените американски щати. Голяма част от града е тежко засегната от немски бомбардировки по време на войната и от години на занемаряване през следвоенния икономически спад. Големи проекти за развитие започват през 50-те и 60-те години, а множество изпаднали в мизерия квартали са сринати и на тяхно място са построени модерни жилища и други сгради. Много от историческите значимите сгради в Пул са унищожени именно през този период и то най-вече в областта на Стария Пул. Вследствие на това през 1975 г. се създава Защитна зона от 6 хектара (15 акра), която да запази най-значимите исторически сгради в града.

## География

### Климат
Заради своето разположение на южния английски бряг Пул има мек климат с малки амплитуди в дневните и годишни температури. Средната годишна температура от 1971 до 2000 г. е от 10,2 до 12 °C (или съответно от 50,4 до 53,6 °F). Най-топлите месеци в Пул са юли и август, които имат средна температура от 12 до 22 °C (от 54 до 72 °F), а най-студените са съответно януари и февруари със средни температури от 2 до 8,2 (от 36 до 47 °F). Температурата на морската вода варира от 6,9 °C (44.4 °F) през февруари до 18,5 °C (65.3 °F) през август. Средното годишно количество на валежите е 592,6 mm (23.33 инча), което е почти на половина от средното за Обединеното кралство – 1126 mm (44.3 инча).

### Демография
| Религия       | %     |
| ------------- | ----- |
| Будисти       | 0,16  |
| Християни     | 74,34 |
| Хиндуисти     | 0,15  |
| Евреи         | 0,32  |
| Мюсюлмани     | 0,41  |
| Нерелигиозни  | 16,23 |
| Други         | 0,32  |
| Сикхи         | 0,03  |
| Не са заявили | 8,03  |

| Възраст | Дял в % |
| ------- | ------- |
| 0–4     | 5,2     |
| 5–14    | 12,2    |
| 15–29   | 16      |
| 30–44   | 21,5    |
| 45–64   | 24,8    |
| 65+     | 20,3    |

Пул се слива с още няколко други градове, за да образува Южноизточната Дорсетска агломерация, която има обща популация от 445 хил. души, формирайки една от най-големите градски области по южното английско крайбрежие. Населението на Пул според преброяването във Великобритания от 2001 г. е 138 288 души. Градът притежава застроена площ от 65 км2 (25 кв. мили), при което гъстотата на населението е 2128 души за квадратен километър (5532 души/кв. миля), населяващи общо 60 512 жилища.
Населението расте постепенно със сравнително еднакъв темп от 60-те години; вътрешната миграция е причина за по-голямата част от растежа на града, а значителен дял от нея се дължи на пенсиониране. Жилищата се увеличават с над 100% през последните 40 години - от 30 хил. през 1961 до 63 хил. през 2004 г. В сравнение с останалата част от Англия и Уелс Пул има по-голям относителен дял на жители във възрастовата група 65+ (20,3%), но той е по-малък в сравнение с този на Дорсет – 22,2%. Най-многобройната възрастова група на населението (24,8%) е между 45 и 64 години – съвсем малко над средното за страната (23,8%). Предполага се, че постоянният растеж ще се задържи, като до 2016 г. се очаква Пул да има население от около 152 хиляди души.
Районът е населен най-вече от хора от бялата етническа група – 95,98% са бели британци, което е доста над средното за Англия - 86,99%. Малки етнически групи (включително и тези, които са бели, но не са самообявили за британци) представляват 4,0% от населението на Пул. Най-голям дял на вероизповедание има християнството с почти 74,4%, което е малко над средното 71,6% за Великобритания. Другият голям дял е представен от хората, които се определят като „нерелигиозни“ – 16,23% (средното за Англия е 15,5%).
| Растежът на Пулското население след 1801 г. | Растежът на Пулското население след 1801 г. | Растежът на Пулското население след 1801 г. | Растежът на Пулското население след 1801 г. | Растежът на Пулското население след 1801 г. | Растежът на Пулското население след 1801 г. | Растежът на Пулското население след 1801 г. | Растежът на Пулското население след 1801 г. | Растежът на Пулското население след 1801 г. | Растежът на Пулското население след 1801 г. | Растежът на Пулското население след 1801 г. | Растежът на Пулското население след 1801 г. | Растежът на Пулското население след 1801 г. | Растежът на Пулското население след 1801 г. | Растежът на Пулското население след 1801 г. | Растежът на Пулското население след 1801 г. | Растежът на Пулското население след 1801 г. | Растежът на Пулското население след 1801 г. | Растежът на Пулското население след 1801 г. | Растежът на Пулското население след 1801 г. | Растежът на Пулското население след 1801 г. | Растежът на Пулското население след 1801 г. |
| Година                                      | 1801                                        | 1811                                        | 1821                                        | 1831                                        | 1841                                        | 1851                                        | 1861                                        | 1871                                        | 1881                                        | 1891                                        | 1901                                        | 1911                                        | 1921                                        | 1931                                        | 1941                                        | 1951                                        | 1961                                        | 1971                                        | 1981                                        | 1991                                        | 2001                                        |
| ------------------------------------------- | ------------------------------------------- | ------------------------------------------- | ------------------------------------------- | ------------------------------------------- | ------------------------------------------- | ------------------------------------------- | ------------------------------------------- | ------------------------------------------- | ------------------------------------------- | ------------------------------------------- | ------------------------------------------- | ------------------------------------------- | ------------------------------------------- | ------------------------------------------- | ------------------------------------------- | ------------------------------------------- | ------------------------------------------- | ------------------------------------------- | ------------------------------------------- | ------------------------------------------- | ------------------------------------------- |
| Население                                   | 6682                                        | 6752                                        | 9021                                        | 9401                                        | 9901                                        | 10 595                                      | 12 152                                      | 13 710                                      | 15 267                                      | 20 446                                      | 29 068                                      | 41 344                                      | 50 024                                      | 60 527                                      | 71 089                                      | 83 494                                      | 94 598                                      | 107 204                                     | 117 133                                     | 135 066                                     | 138 299                                     |
| Промяна (в %)                               | –                                           | +1,1                                        | +33,6                                       | +4,2                                        | +5,3                                        | +7                                          | +14,7                                       | +12,8                                       | +11,4                                       | +33,9                                       | +42,2                                       | +42,2                                       | +30                                         | +30                                         | +17,5                                       | +17,5                                       | +13,3                                       | +13,3                                       | +9,3                                        | +15,3                                       | +2,4                                        |
| Източник: Изглед от Британия през вековете  |                                             |                                             |                                             |                                             |                                             |                                             |                                             |                                             |                                             |                                             |                                             |                                             |                                             |                                             |                                             |                                             |                                             |                                             |                                             |                                             |                                             |

## Личности
Родени
- Джон льо Каре (р. 1931), английски писател